# Paranormal Activity 2
Paranormal Activity 2 è un film del 2010 diretto da Tod Williams.
Pellicola in stile falso documentario, prequel del primo film Paranormal Activity del 2007.

## Trama
La famiglia di Kristi è composta da suo marito Daniel, appassionato di riprese con la telecamera, passione che trasferisce alla figlia adolescente Ali, e il loro piccolo, Hunter, nato da poco. Vivono in una lussuosa villa con piscina e con tanto di cameriera. Un giorno, trovandosi la casa sottosopra, forse ad opera di vandali, Kristi e Daniel decidono di installare telecamere a circuito chiuso in tutte le stanze.
Durante le notti avvengono eventi inspiegabili: luci che si spengono, porte che si aprono e chiudono da sole. Al mattino del primo giorno la macchina per il filtraggio della piscina viene trovata fuori dalla piscina stessa: guardando le registrazioni delle telecamere, vedono che la macchina esce da sola muovendosi lungo le pareti della piscina fino a uscirne. Inizialmente è Martin, la bambinaia messicana del piccolo Hunter a percepire delle stranezze: allarmata da un rumore, la donna incomincia un rituale bruciando dell'incenso e spandendone i fumi per la casa, tenendo in braccio Hunter. Ma in quel momento ritornano Kristi, il marito e sua figlia Ali. Il pragmatico Daniel, non credendo alle superstizioni della bambinaia, la licenzia, senza ascoltare gli avvisi della donna riguardanti la presenza di entità maligne nell'abitazione.
Da qui la situazione precipita: la "presenza" si fa sempre più invasiva. Un pomeriggio, l'entità si fa viva facendo cadere una pentola dal gancio a cui era assicurata, in cucina, terrorizzando Kristi.
Qualche giorno dopo, di sera, Ali si addormenta da sola sul divano. Da sotto la porta della cantina esce un'ombra che si avvicina alla ragazza, fino a sfiorarla. Ali si sveglia di soprassalto e sale di sopra a controllare il fratellino. Mentre è sulle scale, sente un forte bussare alla porta. Scesa di corsa, controlla lo spioncino della porta, poi la apre, credendo che l'amico sia tornato indietro per farle uno scherzo, ed esce sulla soglia. Subito dopo la porta le si chiude sbattendo alle spalle, ed Ali rimane chiusa fuori.
Si sentono dei passi pesanti che salgono le scale ed arrivano fino alla nursery, dove il piccolo Hunter sembra tirato per i piedi, strisciando sul materassino e sulle sponde del letto, per poi finire sul pavimento. Il bambino vaga, da solo, sul piano di sotto, per poi risalire le scale. Poco tempo dopo rientrano i due coniugi dalla loro serata in città, controllano la casa e trovano Hunter piangente nel lettino. Poco dopo rientra anche Ali, agitatissima, che racconta al padre cos'è successo. Ma l'uomo afferma che a chiudere la porta sia stata una corrente d'aria, e rimprovera aspramente la figlia per aver lasciato il neonato da solo. Solo Kristi sembra prestarle fede. Neanche guardare i filmati delle telecamere di sicurezza fa cambiare idea a Daniel.
La ragazza indaga su internet: ormai ha capito che la presenza non è un fantasma, ma un demone, e scopre che se si fa un patto con un demone per ottenere ricchezza, il demone pretenderà il primo figlio maschio nato. E Hunter è il primo maschio nato nella famiglia di Kristi e Katie dagli anni trenta. I fenomeni continuano: Abby, il cane di famiglia che riesce a percepire il demone, una notte viene aggredito da quest'ultimo. Mentre Ali e Daniel lo portano dal veterinario, Kristi resta in casa con Hunter ma viene trascinata in cantina da una presenza invisibile, uscendone un'ora dopo posseduta. Il giorno seguente Ali resta in casa con Kristi e Hunter e scopre degli strani graffi sulla porta della cantina; salendo a controllare, scopre delle ferite sulle gambe di Kristi che reagisce furiosamente quando prova a prendere il fratellino. Terrorizzata, la ragazza mostra a Daniel, tornato a casa, i filmati della notte, facendogli credere finalmente alla storia. Chiama subito Martin la quale lo informa che l'unico modo per disfarsi del demone è quello di trasferirlo a un parente consanguineo della posseduta; Daniel, perciò, decide di passarlo a Katie, per salvare sua moglie e suo figlio. La notte, Kristi attacca Daniel, togliendo la corrente alla casa. Grazie a una telecamera con visione notturna, l'uomo segue la moglie in cantina, dove ha portato Hunter; in seguito a un breve combattimento, Daniel riesce a fermare il demone toccando Kristi con un crocifisso. Subito dopo riporta la donna a letto e brucia la foto di Katie da piccola (che sarà quella ritrovata da Micah nel primo film). Tre settimane dopo, Kristi non ricorda nulla dell'avvenuto, e Katie gli confida che gli avvenimenti paranormali ora stanno succedendo a casa sua; tornata a casa, inizieranno le vicende di Paranormal Activity. In seguito ci si sposta alla notte del 9 ottobre: dopo aver ucciso Micah, Katie posseduta va a casa della sorella dove uccide Daniel e Kristi, per poi andarsene con Hunter. Ali ritroverà i corpi dei genitori di ritorno da una gita scolastica e resta sconosciuta la sorte di Katie e Hunter.

## Produzione
Il film era stato annunciato il 25 ottobre 2009 dalla Paramount Pictures. Le riprese della pellicola iniziarono poco prima di giugno 2010.

## Distribuzione
- In Italia il film venne distribuito nelle sale cinematografiche a partire dal 22 ottobre 2010.

## Versione giapponese
In Giappone è stato prodotto un sequel indipendente di Paranormal Activity, intitolato Paranormal Activity: Tokyo Night. Questo film apocrifo, diretto da Toshikazu Nagae e sviluppato nello stesso periodo del secondo capitolo ufficiale, racconta di due studenti giapponesi che scoprono di avere a che fare con un'entità sovrannaturale dopo essere tornati a Tokyo da un viaggio a San Diego e che la protagonista ha avuto un incidente in cui Katie è stata uccisa. Poi è uscito il terzo film della saga originale

## Ordine dei film
Ordine cronologico:
1. Paranormal Activity
2. Paranormal Activity 2
3. Paranormal Activity 3
4. Paranormal Activity 4
5. Il segnato
6. Paranormal Activity - Dimensione fantasma

Ordine temporale:
1. Paranormal Activity 3
2. Paranormal Activity 2
3. Paranormal Activity
4. Paranormal Activity 4
5. Il segnato
6. Paranormal Activity - Dimensione fantasma